# Pink Doll
Pink Doll (ピンク ドール) là album phòng thu thứ hai tại Nhật Bản của nhóm nhạc nữ Hàn Quốc Apink. Album bao gồm 12 bài hát được phát hành vào ngày 21 tháng 12 năm 2016 bởi Universal Music Japan.

## Bối cảnh và phát hành
Vào ngày 4 tháng 10 năm 2016, tựa đề của album và ngày phát hành được đăng tải trên các phương tiện thông tin đại chúng. Từ ngày 20 đến ngày 26 tháng 11, các ảnh chụp chuẩn bị cho album được đăng tải trên trang blog chính thức của nhóm tại Nhật Bản. Ngày 3 tháng 12 năm 2016, phiên bản mẫu của album được đăng tải trên trang twitter chính thức. Từ ngày 5 đến ngày 10 tháng 10 năm 2016 trailer của từng bài hát có trong album được đăng tải trên kênh youtube của công ty chủ quản tại Nhật Bản.
Ngày 21 tháng 12 năm 2016, Apink đã có buổi giới thiệu album tại Lazona Kawasaki Plaza. Tiếp theo đó là Osaka vào ngày 23 tháng 12, Nagoya vào ngày 24 tháng 12 và Tokyo vào ngày 25 tháng 12 năm 2016.

## Danh sách bài hát
| CD               | CD                                   | CD                                    | CD                                      | CD         |
| STT              | Nhan đề                              | Phổ lời                               | Phổ nhạc                                | Thời lượng |
| ---------------- | ------------------------------------ | ------------------------------------- | --------------------------------------- | ---------- |
| 1.               | "My First Love"                      | Shoko Fujibayashi                     | HEUKTAE, Jang Jung Suk, Yoon Jong Sung  | 03:36      |
| 2.               | "It Girl" (Japanese Ver)             | Kanao Itabashi                        | Kim Gunwoo, Songgihong in BlueBridge    | 03:24      |
| 3.               | "Summer Time!" (サマータイム！)      | Shoko Fujibayashi                     | HEUKTAE, Jang Jung Suk, Yoon Jong Sung  | 03:39      |
| 4.               | "Brand New Days"                     | Shoko Fujibayashi                     | Beom & Nang                             | 03:44      |
| 5.               | "Shining Star"                       | HASEGAWA                              | CR, Lee Hyun Sang                       | 03:44      |
| 6.               | "Sunshine Girl"                      | Mahiro                                | Han Sang Won                            | 03:41      |
| 7.               | "Amai Koi Shiyouyo" (甘い恋しようよ) | Ume                                   | HEUKTAE, Jang Jung Suk                  | 03:34      |
| 8.               | "Yeah" (Japanese Ver.)               | Shiho, Shinsadong Tiger, Choi Kyusung | Choi Kyusung, Shinsadong Tiger          | 03:14      |
| 9.               | "Fanfare!" (ファンファーレ！)        | Rie Tsukagoshi                        | Han Sang Won, ak47                      | 02:57      |
| 10.              | "Sunday Monday" (Japanese Ver.)      | Satoko Aida, Beom & Nang              | Nickel                                  | 03:35      |
| 11.              | "Petal" (花占い) (Japanese Ver.)     | PA-NON, Beom & Nang                   | Beom & Nang                             | 03:36      |
| 12.              | "If I...."                           | HI-D                                  | Lee Joohyoung(MonoTree), GDLO(MonoTree) | 03:39      |
| Tổng thời lượng: | Tổng thời lượng:                     | Tổng thời lượng:                      | Tổng thời lượng:                        | 42:23      |

| DVD (phiên bản giới hạn B) | DVD (phiên bản giới hạn B) | DVD (phiên bản giới hạn B) |
| STT                        | Nhan đề | Thời lượng                 |
| -------------------------- | --- | -------------------------- |
| 1.                         | "SUNDAY MONDAY -Japanese Ver.-" (Music Video) |                            |
| 2.                         | "Brand New Days" (Music Video) |                            |
| 3.                         | "Brand New Days (Dance feat. Ver.)" (Music Video) |                            |
| 4.                         | "Summer Time!" (Music Video) |                            |
| 5.                         | "Summer Time! (Dance feat. Ver. (Cheerleader))" (Music Video) |                            |
| 6.                         | "Summer Time! (Dance feat. Ver. (School Edition))" (Music Video) |                            |
| 7.                         | ""Apink's Shooting Sketch in Summer" (‘Summer Time!’ Release Event 7days Document)" ("Apink's Shooting Sketch in Summer" (『サマータイム!』リリースイベント7daysドキュメント)) |                            |

## Xếp hạng

### Bảng xếp hạng
| Bảng xếp hạng (2015)            | Vị trí cao nhất |
| ------------------------------- | --------------- |
| Japanese Albums (Oricon)        | 10              |
| Japanese Top Albums (Billboard) |                 |